# Jit Samaroo
Jit Sukha Samaroo (* 24. Februar 1950 in Surrey Village; † 7. Januar 2016 in D’Abadie) war ein trinidadischer Komponist, Arrangeur und Steel-Pan-Musiker.

## Leben und Werk
Jit Samaroo wurde in Surrey Village nördlich von Arouca als siebtes von dreizehn Kindern indischer Abstammung geboren. Er besuchte die St. Pius Boys’ Roman Catholic School in Arouca. Als Zehnjähriger trat er in eine Band ein, die sich „Village Boys“ nannte. Bald darauf gründete er die Samaroo Jets, eine Familienband, die bis heute existiert. Im Alter von 14 Jahren trat er der Lever Brother Canboulay Band bei. Deren musikalischer Leiter Lendeg White erkannte das musikalische Talent Samaroos und ermöglichte es ihm, Musikstunden zu nehmen.
1972 gewann Samaroo den ersten Preis in der Kategorie Soloist am Steelband Music Festival auf Trinidad.
Ab 1971 war Jit Samaroo der Arrangeur des legendären Amoco Renegades Steel Orchestra (heute BP Renegades) aus Port of Spain. Er führte die Renegades zu insgesamt neun Siegen beim jährlichen Steelbandwettbewerb Panorama. Auch gelang den Renegades der erste Hattrick in der Geschichte des Panorama-Wettbewerbs (1995–1997). Dabei bevorzugte Samaroo bis auf zwei Ausnahmen die Calypsos des Sängers Lord Kitchener.
1989 arrangierte Samaroo den Song „Somebody“ des Calypsonians Baron. Dieses Stück gilt als Klassiker, da Samaroo in seinem Arrangement sechs verschiedene Rhythmen integrierte (Calypso, Soca, Merengue, Zouk, Samba und Disco).
1990 nahm Samaroo mit den Renegades an den Festivitäten anlässlich des 200. Jahrestages der Französischen Revolution in Paris teil und spielte in einer Produktion von Jean-Michel Jarre vor einem Millionenpublikum. 1997 komponierte er die Filmmusik für den Spielfilm The Panman.
Aufgrund seiner nationalen und internationalen Erfolge und Verdienste um die Kultur seines Heimatlandes wurde ihm 1987 die Hummingbird Medal of Merit (silver) sowie 1995 die Chaconia Medal (silver) überreicht. Außerdem erhielt er 2003 den Ehrendoktortitel der University of the West Indies in St. Augustine. Er starb 2016 im Alter von 65 Jahren an den Folgen einer Alzheimer-Erkrankung.
Samaroo war verheiratet, Vater von vier Kindern und lebte in D’Abadie auf Trinidad.

## Steelbandwettbewerb Panorama
Sämtliche Titelgewinne des Renegades Steel Orchestra mit Jit Samaroo als Arrangeur:
| Jahr | Lied              |
| ---- | ----------------- |
| 1982 | Pan Explosion     |
| 1984 | Sweet Pan         |
| 1985 | Pan Night and Day |
| 1989 | Somebody          |
| 1990 | Iron Man          |
| 1993 | Mystery Band      |
| 1995 | Four Lara Four    |
| 1996 | Pan in a Rage     |
| 1997 | Guitar Pan        |